# Leonard (Míchigan)
Leonard es una villa ubicada en el condado de Oakland en el estado estadounidense de Míchigan. En el Censo de 2010 tenía una población de 403 habitantes y una densidad poblacional de 162,42 personas por km².

## Geografía
Leonard se encuentra ubicada en las coordenadas 42°51′55″N 83°8′33″O / 42.86528, -83.14250. Según la Oficina del Censo de los Estados Unidos, Leonard tiene una superficie total de 2.48 km², de la cual 2.48 km² corresponden a tierra firme y (0%) 0 km² es agua.

## Demografía
Según el censo de 2010, había 403 personas residiendo en Leonard. La densidad de población era de 162,42 hab./km². De los 403 habitantes, Leonard estaba compuesto por el 97.52% blancos, el 0.25% eran afroamericanos, el 0.99% eran amerindios, el 0% eran asiáticos, el 0% eran isleños del Pacífico, el 0.74% eran de otras razas y el 0.5% pertenecían a dos o más razas. Del total de la población el 2.23% eran hispanos o latinos de cualquier raza.